# Посольство України в ДР Конго
Посольство України в Демократичній Республіці Конго — дипломатична місія України в Демократичній Республіці Конго.

## Завдання посольства
Основне завдання Посольства України в  Демократичній Республіці Конго — представляти інтереси України, сприяти розвиткові політичних, економічних, культурних, наукових та інших зв’язків, а також захищати права та інтереси громадян і юридичних осіб України, які перебувають на території Демократичної Республіки Конго. Посольство сприяє розвиткові міждержавних відносин між Україною та Ботсваною на всіх рівнях, з надання допомоги гармонійного розвитку взаємних відносин, а також співробітництва з питань, що становлять взаємний інтерес. Посольство виконує також консульські функції.

## Історія дипломатичних відносин
13 квітня 1992 року Демократична Республіка Конго визнала незалежність України і встановила з нею дипломатичні відносини;.
Травень 2000 р. — неофіційний візит в Україну Президента ДРК Лорана-Дезіре Кабіла.
9-10 квітня 2009 р. — офіційний візит Міністра закордонних справ ДРК А.Тамбве Мвамба в Україну.
25-26 лютого 2010 р. — Міністр закордонних справ ДРК А.Т.Мвамба перебував в Україні в якості спеціального представника Президента ДРК на інавгурації Президента України.
9 серпня 2022 р. — відбулася телефонна розмова між Президентами України та ДРК.
22 березня 2024 р. — В Ужгороді офіційно відкрито Почесне консульство Демократичної Республіки Конго.

## Економічні відносини між Україною та Демократичною Республікою Конго
Товарообіг між Україною та ДРК відзначається широким спектром товарів, представлених на експорт Українською стороною, але при цьому характеризується незначними обсягами постачання.
За даними Державної служби статистики України, за результатами 2020 року експорт товарів України до ДРК зменшився на 27,8% і склав 1,3 млн дол. США у порівнянні до 2019 р. Основними позиціями експорту у 2020 р. стали м’ясо та їстівні субпродукти на суму 6,11 млн дол. США (67,2 % від загального експорту).
Імпорт товарів з ДРК до України у 2020 р. показав значне зростання та склав 9,1 млн дол. США. (296,4 % у порівнянні до 2019 р.).
За даними Державної служби статистики України, у 2021 р. відзначалося зростання темпів торгівлі між Україною та ДРК. Експорт товарів у 2021 р. сягнув 14,5 млн дол. США, що склало 159,3% від обсягу 2020 р. Основними позиціями українського експорту залишалися м’ясо та їстівні субпродукти на суму 4,8 млн дол. США (33,4 % від загального експорту), реактори ядерні, котли, машини на суму 2,78 млн дол. США (19,2 %) та чорні метали на суму 2,1 млн дол. США (14,8 %).
Впродовж 2021 р. було імпортовано товарів з ДРК на суму 6,4 млн дол. США, що становить 70,2 % у порівнянні до попереднього року.
В ДРК зосереджені поклади таких природних ресурсів, як: промислові алмази, кобальт та мідь, також знаходиться один з найбільших лісових запасів в Африці і приблизно половина гідроелектричного потенціалу континенту.

## Керівники дипломатичної місії
1. Мішустін Сергій Васильович (1 вересня — 11 листопада 2011)
2. Семенюк Родіон (до 21 грудня 2024) т.п.
3. Гамянін Василь Іванович (з 21 грудня 2024)[4].